# 赤岸镇 (奉新县)
赤岸镇，是中华人民共和国江西省宜春市奉新县下辖的一个乡镇级行政单位。

## 行政区划
赤岸镇下辖以下地区：
赤岸集镇社区、赤岸村、火田村、黄城村、河头村、历富村、下富村、谌坊村、洪塘村、街子村、洲子村、城下村、丁家村、浣溪村、华林村、荷塘村、沿里村和徐家村。